# Urochloa
Urochloa é um género botânico pertencente à família Poaceae. Contém algumas espécies antes incluídas no gênero Brachiaria.
1. ↑  «Urochloa — World Flora Online». www.worldfloraonline.org. Consultado em 19 de agosto de 2020
2. ↑  LONGHI-WAGNER, H. M.; BITTRICH, V.; WANDERLEY, M. G.; SHEPERD, G. J. Poaceae. In: WANDERLEY, M. G.; SHEPERD, G. J.; GIULIETTI, A. M. (coord.). Flora Fanerogâmica do Estado de São Paulo. vol. 1. São Paulo: FAPESP: HUCITEC, 2001. link.